# Michel Rodange
Michel Rodange (Waldbillig, 3 d'abril de 1827 - Clausen, Ciutat de Luxemburg, 27 d'agost de 1876) fou un escriptor i poeta luxemburguès, conegut sobretot per la seva epopeia nacional Renert (títol sencer en luxemburguès: Renert oder de Fuuß am Frack an a Ma'nsgrätt). L'obra, publicada el 1872, és una adaptació del Roman de Renart, però ambientada a Luxemburg i hi fa una anàlisi de les característiques dels luxemburguesos i destaca per l'ús de la seva llengua i dialectes. Fou també professor a Steinsel i a Larochette. Un institut d'educació secundària de Luxemburg porta el seu nom: Lycée Michel-Rodange.